# تويبليتز
تويبليتز (بالألمانية: Teublitz) هي بلدة ألمانية تقع في ألمانيا في Schwandorf (district).